# Гуантанамо (місто)
Гуанта́намо (ісп. Guantánamo, МФА: [ɡwanˈtanamo]) — муніципалітет і місто на Кубі. Розташоване на південному сході країни. Вузол автошляхів, вузлова станція Кубинської залізниці. У місті розвинута насамперед харчова (цукрова) та текстильна промисловість, діє завод напилків. Гуантанамо є центром сільськогосподарського району, націленого на вирощування цукрової тростини. За 15 км від міста, на березі затоки Гуантанамо, розташована Військова база Гуантанамо США (довічна оренда з 1903), на території якої стоїть так звана «в'язниця у Гуантанамо». Куба вимагає повернення території суші та моря, зайнятих американцями.

## Релігія
- Центр Гуантанамо-Баракоаської діоцезії Католицької церкви.